# Sergio Urrutia
Sergio Urrutia (Parral,13 de septiembre de 1933-Santiago, 11 de marzo de 2002) fue un actor chileno. Se hizo conocido por participar en destacadas teleseries chilenas de la mano de Arturo Moya Grau.

## Biografía

### Nacimiento e infancia
Sergio Urrutia nació en 1933. Comienza su carrera actoral desde pequeño. Así, a los 8 años ingresa al Taller Infantil del Teatro Municipal. Después, siendo un adolescente, por medio del teatro de radio, se acerca a pedir trabajo a una emisora porque quería participar en las obras que en ese entonces lideraba Moya Grau.

### Comienzos
En 1956 ingresa a la escuela de teatro de la Universidad de Chile, teniendo como compañeros a Alejandro Sieveking, Jaime Vadell, Víctor Jara y Tomás Vidiella. Se le recuerda como una persona amable, generoso y un gran contador de historias. Sus amigos lo conocían como "el perrito" por su mirada triste y su lealtad. Sergio "Checho" Urrutia inmortalizó su talento en varias producciones nacionales, entre ellas en 1981 con la teleserie La madrastra de Canal 13, y en piezas teatrales como La visita de la vieja dama dirigida por Willy Semler. Algunos de sus personajes de teleserie (como mayordomo, mozo, padre, entre otros) surgidos de las largas tertulias que en forma religiosa tenía una vez por semana con Moya Grau en el céntrico Café de Paula, se proyectaron a programas de entretenimiento como Sábados Gigantes e incluso a campañas publicitarias. 
La muerte de Moya Grau en 1994 fue un gran golpe del que Urrutia se repuso gracias a la admiración que sentían por su talento algunos directores de Televisión como Cristián Mason y de teatro como Willy Semler. Ellos siempre pensaron en él cuando necesitaban un hombre experimentado para llenar un rol. En palabras de este último: "Y no era por homenajearlo, sino que por su gran capacidad"
Su último rol como actor en televisión fue en la teleserie Piel canela de Canal 13, en la que tuvo un rol medianamente protagónico. Tuvo una trayectoria de más de 40 años de carrera actoral.
Por otro lado, Sergio Urrutia también se preocupó de luchar por los derechos sindicales de los artistas nacionales.

### Últimos años
En enero de 2002 su salud comienza a empeorar debido a una avanzada diabetes, por lo que es internado en la Clínica Indisa, recayendo posteriormente en el Hospital San José, lugar en el que finalmente fallece a la edad de 68 años, el 11 de marzo de 2002 a causa de una falla hepática. Sus restos se encuentran en el Cementerio Metropolitano.

## Televisión
Toda su carrera en televisión la realizó en Canal 13, de la mano de su gran amigo Arturo Moya Grau, participando en teleseries como:
- María José (1975)
- La madrastra (1981)
- La noche del cobarde (1983)
- La trampa (1985)
- El prisionero de la medianoche (1985)
- La última cruz (1987)
- Bravo (1989)
- Ellas por ellas (1991)
- Fácil de amar (1992)
- Top secret (1994)
- El amor esta de moda (1995)
- Amor a domicilio (1995)
- Eclipse de luna (1997)
- Amándote (1998)
- Marparaíso (1998)
- Cerro Alegre (1999)
- Piel canela (2001)